# Gert-Jaap Hoekman
Gert-Jaap Hoekman (1981) is een Nederlands redacteur.

## Loopbaan
Hoekman ronde in 2004 zijn opleiding af aan de Hogeschool Utrecht waarna hij ging werken voor de Nieuwe Revu. Hij werkte hier eerst als verslaggever en later als hoofdredacteur. Hierna werd hij in 2013 hoofdredacteur bij NU.nl. In de zomer van 2023 werd hij hoofdredacteur bij NOS Studio Sport. Hij trad aan vlak nadat de hele hoofdredactie was vertrokken vanwege grensoverschrijdend gedrag. Op de werkvloer trof hij zowel getraumatiseerde mensen als mensen die het prima naar de zin hadden. Hoekman zag het als een uitdaging om de werkomgeving veilig en plezierig te maken voor iedereen. Op de vraag of je als redactie dan wel kan spelen in de Champions League, antwoordde hij: "Ik speel liever met een leuk team op een bijveldje dan met een heel naar team in de finale van de Champions League. Misschien soft, maar ik denk dat je anders het maken van het beste tv-programma gewoon overschat.”. Deze uitspraak werd vaak smalend geciteerd op de redactie. Na een jaar werkzaam te zijn geweest in deze functie stopte hij er in november 2024 plotseling  mee.